# Anould
Anould település Franciaországban, Vosges megyében. Lakosainak száma 3262 fő (2022. január 1.). Anould Saint-Léonard, La Houssière, Ban-sur-Meurthe-Clefcy, Corcieux, Fraize és Gerbépal községekkel határos.

## Népesség
A település népességének változása:
| Lakosok száma | 3385 | 3355 | 3407 | 3369 | 3363 | 3368 | 3339 | 3301 | 3262 |
|               | 2013 | 2015 | 2016 | 2017 | 2018 | 2019 | 2020 | 2021 | 2022 |